# 氢氧根
氫氧離子，旧称沎，化學符號為OH-。其中氢和氧之间以共价键连接，整体带一单位的负电荷。常常與不同的元素組成氫氧化物。

## 命名

### 得名及与羟基的区别
一個氧原子和一个氫原子以共价键结合之后，通常以两种方式与其他物质结合。其一，以共价键与碳、硅等非金属结合。其二，夺取其他物质的一个电子，形成一个负电荷，然后以离子键与该物质的阳离子结合，根据无机化学命名法，以共价键与其他物质结合者称之为“基”，以离子键与其他物质结合者称为“根”，故前者命名為羟基，后者则称为氫氧根。

### 命名
- 若為氫氧根與單一元素組成化合物，若令該元素為A([3])，則命名為氫氧化A，化學式為A(OH)n。[4]例如：鈉和氫氧根組成氫氧化鈉(燒鹼)；鈣和氫氧根組成氫氧化鈣(熟石灰);但氯、硫等和氫氧根無法組成氫氧化氯、氫氧化硫等(因為氫氧根和氯、硫都帶負電)
  - 化學式中的n，視元素A的價數，而改變其值，使其可以價數平衡。
- 與氫離子結合產生水。

## 性質
由於氫氧根是由一個氫原子和一個氧原子組成的基團，又通常氫原子價數為+1，氧原子的價數為-2，合起來為-1，也就是氫氧根的價數。

氫氧根與金屬離子、铵根结合成的無機化合物都為鹼性物質。
- 对于同一周期的金属，其氢氧化物的碱性随金属性增强而增加，故以碱金属为最强，比如氢氧化钠>氢氧化镁>氢氧化铝。
- 对于同一主族的金属元素，其氢氧化物的碱性亦随金属性增强而增强，比如氢氧化铯>氢氧化钠>氢氧化锂。
- 位于金属非金属交界线上的金属氢氧化物多为两性，如氢氧化铝和氢氧化锌
- 常用的氨水为弱碱性。
- 鹼金屬、鍶、鋇的氫氧化物可溶於水，其他金屬陽離子的氫氧化物難溶。

## 含有氫氧根的物質
含有氫氧根（化学式：OH−）的物質，統一稱為氢氧化物，屬於化合物，且一般為無機化合物，而最简单的氢氧化物是水。氫氧化物為鹼性，以鹼金屬的氫氧化物最為鹼性。
常見的氫氧化物有：
- 氫氧化鈣
- 氫氧化鈉
- 氫氧化鋇
- 氫氧化鉀
- 氫氧化鐵
- 氫氧化銅
- 氫氧化鋁
- 氫氧化鎂

除碱金属离子、NH4+、Ba2+、Sr2+、Ca2+和Tl+外，其他金属氢氧化物都是难溶于水的。

## 解離

### 解離式
化合物AOH 的解離式為：{\displaystyle A(OH)_{n}\ {\xrightarrow {\ }}A^{n+}+nOH}

其中的n等於元素A的價數。

### 一般電解質解離
氫氧根在電解質的解離中占有很重要的地位，首先，因為水在25℃時會解離成氫離子和氫氧根，其體積莫耳濃度皆為10-7mol/L。解離式為：
{\displaystyle H_{2}O\ {\xrightarrow {\ }}H^{+}+OH^{-}}
同時，所有電解質在25℃時，解離後氫離子的體積莫耳濃度（記為[H+]）與氫氧根的體積莫耳濃度（記為[OH-]）相乘，必為10-14mol2/L2。

### 鹼性電解質解離
含有氫氧根的鹼性電解質，亦遵守在25℃時，[H+][OH-]=10-14mol2/L2。鹼性電解質，一般會解離出比較多的OH-。且電解質會影響水本身的解離，最後[H+][OH-]=10-14mol2/L2依然成立。用解離後[OH-]=10-3mol/L的氫氧化鈉舉例：

10-7（原水的[H+]）乘10-7（原水的[OH-]）+10-3（氫氧化鈉的[OH-]）→水受到影響，降低解離→10-11（後水的[H+]）乘10-11（後水的[OH-]）+10-3（氫氧化鈉的[OH-]）→10-11乘10-3→10-14
一般，水的部分的解離會被忽略，不過亦有例外：當鹼性電解質解離後的[OH-]≤10-7mol/L時。

### pOH值
pOH值，定義為
{\displaystyle {\mbox{pOH}}=-\log _{10}\left[{\mbox{OH}}^{-}\right]}
不同於pH值，pOH值越小的物質，碱性越强。當溫度上升時，水的pH值和pOH值皆縮小。